# Hennessey
Hennessey és un poble dels Estats Units a l'estat d'Oklahoma. Segons el cens del 2000 tenia 2.058 habitants.

## Demografia
Segons el cens del 2000, Hennessey tenia 2.058 habitants, 769 habitatges, i 545 famílies. La densitat de població era de 213,6 habitants per km².
Dels 769 habitatges en un 36,7% hi vivien nens de menys de 18 anys, en un 57,9% hi vivien parelles casades, en un 9,6% dones solteres, i en un 29% no eren unitats familiars. En el 26,5% dels habitatges hi vivien persones soles el 15% de les quals corresponia a persones de 65 anys o més que vivien soles. El nombre mitjà de persones vivint en cada habitatge era de 2,62 i el nombre mitjà de persones que vivien en cada família era de 3,18.
Per edats la població es repartia de la següent manera: un 29,1% tenia menys de 18 anys, un 9,8% entre 18 i 24, un 25,3% entre 25 i 44, un 17,4% de 45 a 60 i un 18,4% 65 anys o més.
L'edat mediana era de 36 anys. Per cada 100 dones de 18 o més anys hi havia 86,8 homes.
La renda mediana per habitatge era de 29.038 $ i la renda mediana per família de 35.560 $. Els homes tenien una renda mediana de 28.750 $ mentre que les dones 18.333 $. La renda per capita de la població era de 14.012 $. Entorn de l'11,2% de les famílies i el 16,4% de la població estaven per davall del llindar de pobresa.

## Poblacions més properes
El següent diagrama mostra les poblacions més properes.